# 李懌 (五代)
李懌（876年？—946年），五代十国时京兆（治今陕西省西安市）人。
祖父李褒，唐朝黔南观察使。父亲李昭，户部尚书。李懌年轻时好学能文，工于文辞。唐朝末年举进士，任秘书省校书郎，集贤校理。唐朝灭亡，在后梁担任监察御史，升为中书舍人、翰林学士。后唐初年，贬为怀州司马，后入朝为卫尉少卿，复至旧职。后晋天福年间，历任工部尚书、礼部尚书、刑部尚书。开运末年，契丹入京，全家被掠一空，不久因病去世，年七十余岁。